# Tertullo
Tertullo (latino: Tertullus; fl. 410) è stato un politico romano, console a Roma in occasione del sacco dell'Urbe operato dai Visigoti nel 410.

## Biografia
Nel 410 Roma ospitava l'usurpatore Prisco Attalo, oppositore dell'imperatore d'Occidente Onorio che risiedeva a Ravenna. Attalo nominò console per l'anno Tertullo, un senatore pagano: tale nomina incontrò l'entusiasmo del popolo romano.
Secondo Paolo Diacono, Tertullo ebbe aspirazioni al trono imperiale, ma alla fine morì giustiziato.